# Herbert Guthrie-Smith

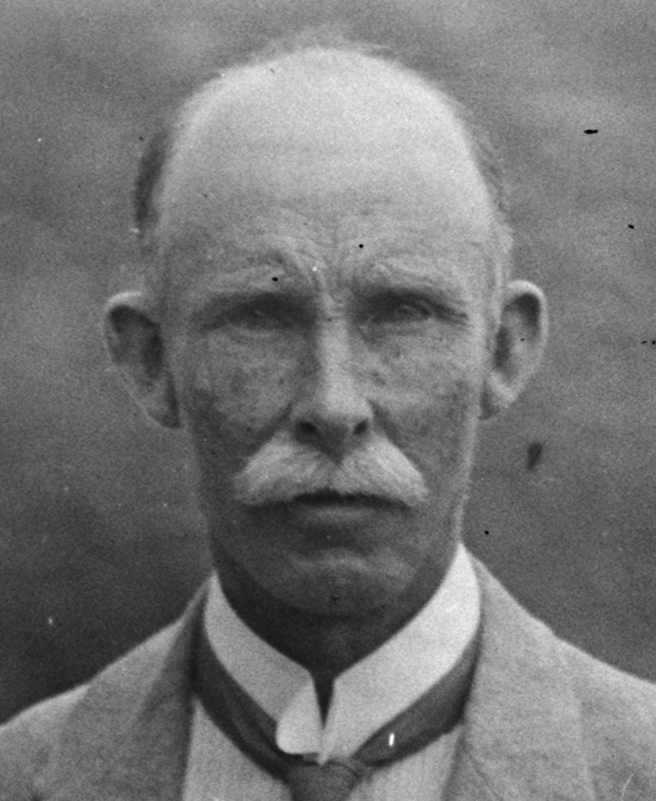
Porträt von Herbert Guthrie-Smith (ca. 1912)

William Herbert Guthrie-Smith FRSNZ (* 13. März 1862 Helensburgh, Schottland; † 4. Juli 1940 in Tutira, Hawke’s Bay, Neuseeland) war ein neuseeländischer Landwirt, Autor und Naturschützer schottischer Herkunft. 1924 wurde er Mitglied der Royal Society of New Zealand.

## Leben
Guthrie-Smith wurde als Sohn eines Versicherungsmaklers in Schottland geboren. Im Jahr 1880 wanderte er nach Neuseeland aus. Im September 1882 pachtete er Tutira, eine Schaffarm im Zentrum der Hawke’s Bay, die für den Rest seines Lebens sein Wohnsitz war. Im Jahr 1901 heiratete Guthrie-Smith in Schottland Georgina Meta Dennistoun Brown. Aus dieser Ehe ging eine Tochter (* 1903) hervor.

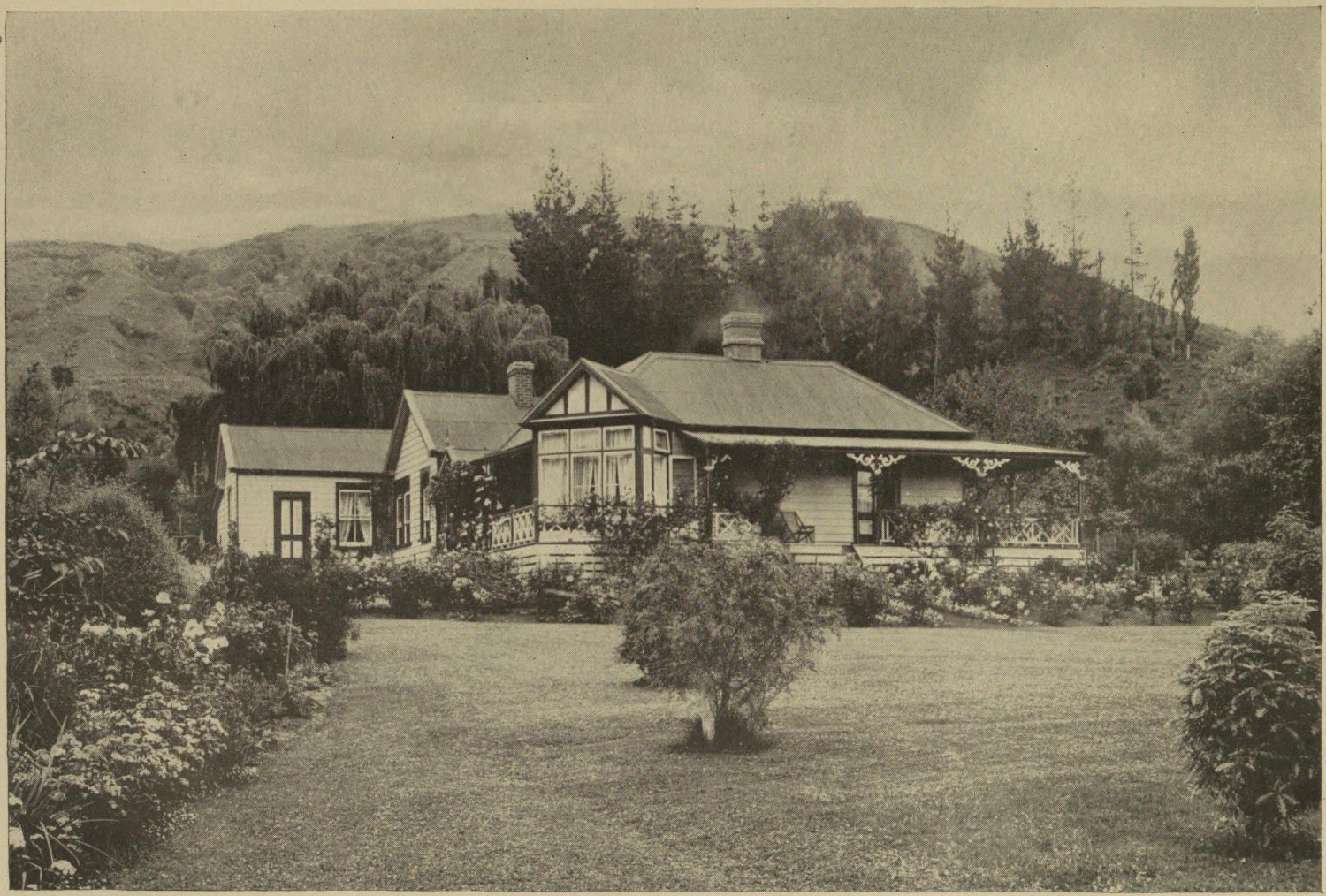
Wohnsitz von Herbert Guthrie-Smith in Tutira

Nach dem Ersten Weltkrieg lernte Guthrie-Smith die Landschaftsmalerin Beatrix Dobie (1887–1944) kennen, die ihre Werke in der Canterbury Society of Arts Gallery ausstellte. Die Verbindung zwischen ihnen führte dazu, dass sie die Illustrationen für sein Buch Tutira: The Story of a New Zealand Sheep Station lieferte, das 1921 veröffentlicht und 1926 mit einem neuen Vorwort, einer Karte und einem Index neu aufgelegt wurde. Es dokumentierte die Auswirkungen des Menschen auf die neuseeländische Umwelt in einer leicht lesbaren, nicht-wissenschaftlichen, aber präzisen Weise. Es ist ein international anerkanntes Standardwerk der ökologischen Literatur und war Neuseelands erste bedeutende umweltpolitische Publikation. Vor seinem Tod im Jahr 1940 überarbeitete Guthrie-Smith das Buch und ergänzte es. Diese Ausgabe wurde posthum im Jahr 1953 veröffentlicht. Im Jahr 2003 schrieb der Historiker Michael King:

„Our first ecological book, and still our best example of this genre. The transformation of New Zealand from bushlands to grasslands farming is anatomised in this close examination of the effects of plant and animal introductions on one piece of Hawke’s Bay“

„Unser erstes ökologisches Buch und immer noch unser bestes Beispiel für dieses Genre. Die Umwandlung Neuseelands vom Buschland zur Graslandwirtschaft wird in dieser eingehenden Untersuchung der Auswirkungen der Einführung von Pflanzen und Tieren in einem Teil der Hawke’s Bay anatomisch dargestellt.“

Guthrie-Smiths Bücher und Fotografien dokumentieren auf anschauliche Weise die Auswirkungen menschlicher Aktivitäten auf die einzigartige Umwelt Neuseelands. 1936 veröffentlichte er einen der wenigen Beiträge zur Lebensweise der heute ausgestorbenen Stewartschnepfe (Corenocorypha iredalei).
Er starb am 4. Juli 1940 in Tutira, wo er auch beigesetzt wurde.

### Guthrie-Smith Trust
1942 wurde der Guthrie-Smith Trust gegründet, wobei Barbara Absolom, die Tochter von Herbert Guthrie-Smith, dieser Organisation 800 Hektar Land übertrug, um es zum Nutzen der neuseeländischen Bevölkerung für Bildungs- und Erholungszwecke zu verwalten. Zu den verbleibenden 90 Hektar gehören heute ein Arboretum mit 20.000 Bäumen, das 2013 für die Öffentlichkeit zugänglich gemacht wurde, und ein Bildungszentrum.

## Schriften
- Mutton Birds and Other Birds, 1914
- Tutira: The Story of a New Zealand Sheep Station, 1921 und 1926
- Bird Life on Island and Shore, 1925
- Birds of the Water, Wood and Waste, 1927
- Sorrows and Joys of a New Zealand Naturalist, 1936